# Rvfv
Rvfv, pseudonimo di Rafael Ruiz Amador (Almería, 24 aprile 2001), è un cantante e rapper spagnolo.

## Biografia
Rafael Ruiz Amador nasce ad Almería, nel barrio della Pescadería.
Il 19 giugno 2019 pubblica il singolo Mirándote, certificato disco d'oro dalla FIMI per le oltre 50 000 copie vendute in Italia.
Nell'edizione del 2021 dei Premios Odeón conquista il premio al miglior artista urban esordiente, vincendo anche, insieme a Daviles de Novelda e Omar Montes, il premio per la miglior canzone urban col remix di Prendío.
A gennaio del 2022 pubblica il suo primo album in studio, Nastu. Il 9 giugno dello stesso anno prende parte al remix di Hace calor, in collaborazione con Kaleb Di Masi, Omar Varela e Sfera Ebbasta, il quale riceve tre dischi di platino dalla FIMI per le oltre 300 000 copie vendute in Italia.
Esponente dell'urban spagnolo, i suoi brani spaziano dal reggaeton ad altre sonorità come il rap, la dancehall o l'afrotrap.

## Discografia

### Album in studio
- 2022 – Nastu
- 2024 – El tiburón

### EP
- 2022 – Metamorfosis

### Singoli
Come artista principale
- 2017 – Afro&trap
- 2017 – Running
- 2018 – Todo okey
- 2018 – Bad boy
- 2018 – Bellaqueo
- 2019 – Prendío
- 2019 – Bloque activo
- 2019 – Mirándote
- 2019 – Apriétala (con Pablo Mas)
- 2019 – L.a.n.a
- 2019 – Mi consuelo (con Keen Levy)
- 2019 — Prendio (Remix) (con Daviles de Novelda e Omar Montes)
- 2020 – No quiero verte (con Keen Levy)
- 2020 – Baby (con El Daddy e Daviles de Novelda)
- 2020 – Gracias a Diosito
- 2020 – Fé (con Pablo Mas)
- 2020 – Trendy (con Lola Índigo)
- 2020 – No puedo amar (con Omar Montes)
- 2020 – Normal que lo se crea (Daviles de Novelda, Omar Montes e Rvfv feat. Keen Levy)
- 2020 – Fake capo (Remix) (con Karetta el Gucci e Omar Montes)
- 2020 – Yo no sé (con Pablo Mas)
- 2020 – Una noche (con Liderj)
- 2021 – Lejos de mi (con Maka)
- 2021 – Te sale (Remix) (con Lennis Rodriguez)
- 2021 – Carmela (Remix) (con Sami Duque e Keen Levy)
- 2021 – Todo lo cambié (con Pablo Mas)
- 2021 – Nena mala (con Keen Levy)
- 2021 – No quiero amor (con Omar Montes)
- 2021 – Diferente 2.0 (con Pablo Mas)
- 2021 – Confiésale (con Nyno Vargas)
- 2021 – Romeo y Julieta (con Lola Índigo)
- 2021 – La historia Remix (con El Taiger e Jd Pantoja)
- 2021 – Aléjate (con David Marley)
- 2021 – Bandido (Remix) (con Cyril Kamer e Cano)
- 2022 – Pensando en mi
- 2022 – Tigini (Remix) (con Kikimoteleba)
- 2022 – Hace calor (Remix) (con Kaleb Di Masi, Sfera Ebbasta e Omar Varela)
- 2022 – Lucifer (con Yeieme)
- 2022 – Pantera (con Duki)
- 2022 – K alegría (con Dellafuente)
- 2022 – Mi Grammy (con Dellafuente e Pablo Mas)
- 2022 – Dominicana (con Morad e Pablo Mas)
- 2022 – Recuerdas? (con Kaydy Cain e Los Del Control)
- 2023 – Antes (con Edu García)
- 2023 – Que te vaya bien
- 2023 – Desespero (con Morad)
- 2023 – Capitán (con Anitta e Sfera Ebbasta)
- 2023 – Incomprendido (con Keen Levy)
- 2023 – Caramelo (con VillaBanks e Shiva)
- 2023 – Andaluza (con David Marley)
- 2023 – Mantra (Oscar el Ruso, Rvfv e Samuel G feat. Liderj)
- 2023 – Spanish teteo (con Rels B e Omar Montes)
- 2023 – Conexiones (con David Marley)
- 2023 – Zafíro (Remix) (con J Abecia)
- 2023 – Casanova (Remix) (con Soolking e Lola Índigo)
- 2024 – ELISA (con GIMS)

Come artista ospite
- 2021 – No te enamores (Nyno Vargas feat. Rvfv e Maikel Delacalle)
- 2022 – Perdón que llamé (3am) (Yubeili feat. Rvfv e Hozwal)